# 10139 Ronsard
10139 Ronsard (1993 ST4) là một tiểu hành tinh vành đai chính được phát hiện ngày 19 tháng 9 năm 1993 bởi E. W. Elst ở Caussols. Nó được đặt theo tên của nhà thơ Pháp Pierre de Ronsard